# Pralea
Pralea è un villaggio situato nel comune di Căiuți, distretto di Bacău, Romania.

## Geografia

### Localizzazione
Pralea è uno dei nove villaggi che compongono il comune di Căiuți, nel distretto di Bacău. Esso è situato precisamente a sud-ovest del comune di appartenenza. È un villaggio strada, che si estende in lunghezza per circa 4 km.

### Rilievi
L'altitudine della zona attorno a Pralea non oltrepassa la quota di 700m. Il picco più alto presente nelle vicinanze è il monte Oușoru, alto 753m.

## Storia

### Documentazione del villaggio
Pralea ha una storia lunga più di due secoli. Il nome di questa località è apparso in alcuni documenti già dalla seconda metà del XVIII secolo, ad esempio nel Censimento della popolazione della Moldavia del 1774. Il villaggio è stato costruito per volere della famiglia Rosetti e popolato inizialmente da uomini e donne provenienti dai territori di Putna, specialmente dalla valle Șușița e dai siculi del comitato Trei Scaune della Transilvania, portati a Pralea come schiavi adibiti allo sfruttamento delle foreste circostanti.

### Comunità cattolica
La comunità cattolica di Pralea è stata menzionata per la prima volta nelle statistiche cattoliche del „Schematismul Misiunii 1850” con il nome di Praho, che contava all'epoca 135 credenti.

## Etimologia
Non si sa con esattezza da dove possa provenire il nome Pralea. Secondo alcune fonti indirette, il villaggio avrebbe preso il nome dal cocchiere della famiglia Rosetti, Nicolae Pralea, anche se non esistono documenti o altre fonti che possano constatarlo.